# Églises-navires
Les Églises-navires (en russe : Корабль) sont des édifices religieux de Russie caractérisés par la disposition des différentes parties (nef, réfectoire, clocher) sur une seule ligne. Ce qui donne à l'ensemble la silhouette d'un vaisseau, d'un navire. Le terme « navire » désigne un type de construction flottante allongée, qui correspond à l'allongement des parties des églises de ce type. C'est un type d'édifice religieux particulièrement très répandu en Sibérie.   

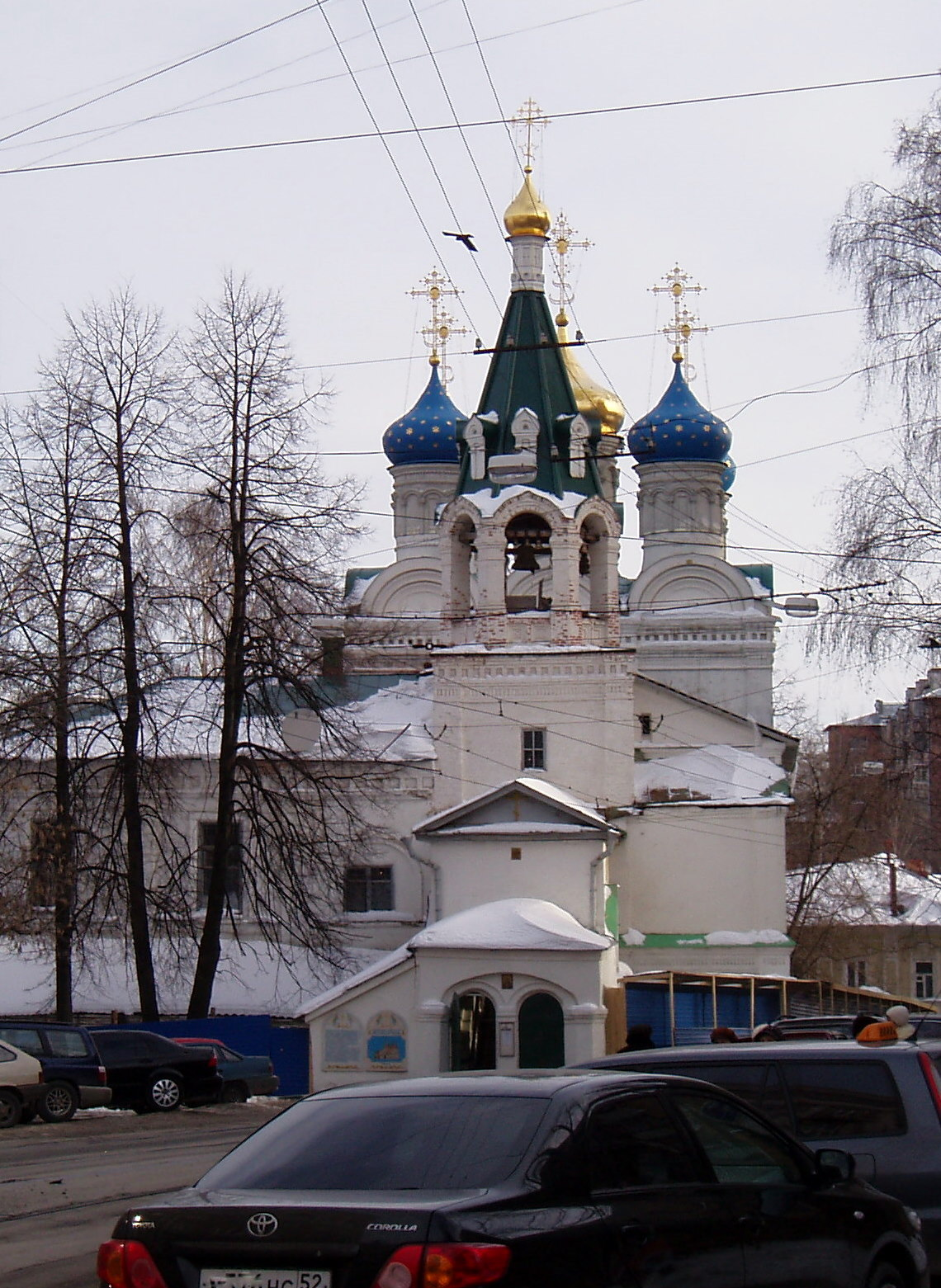
église de l'Apparition de la Vierge et des myrrhophores (ru)
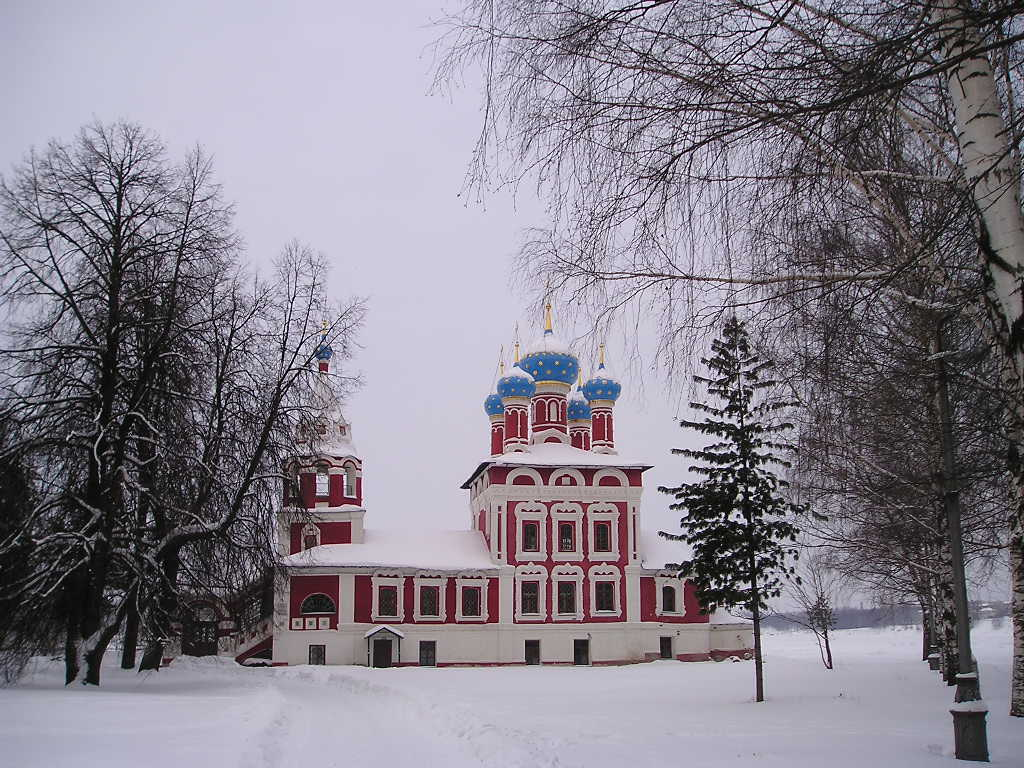
Église Prince-Dimitri-sur-le-Sang-Versé
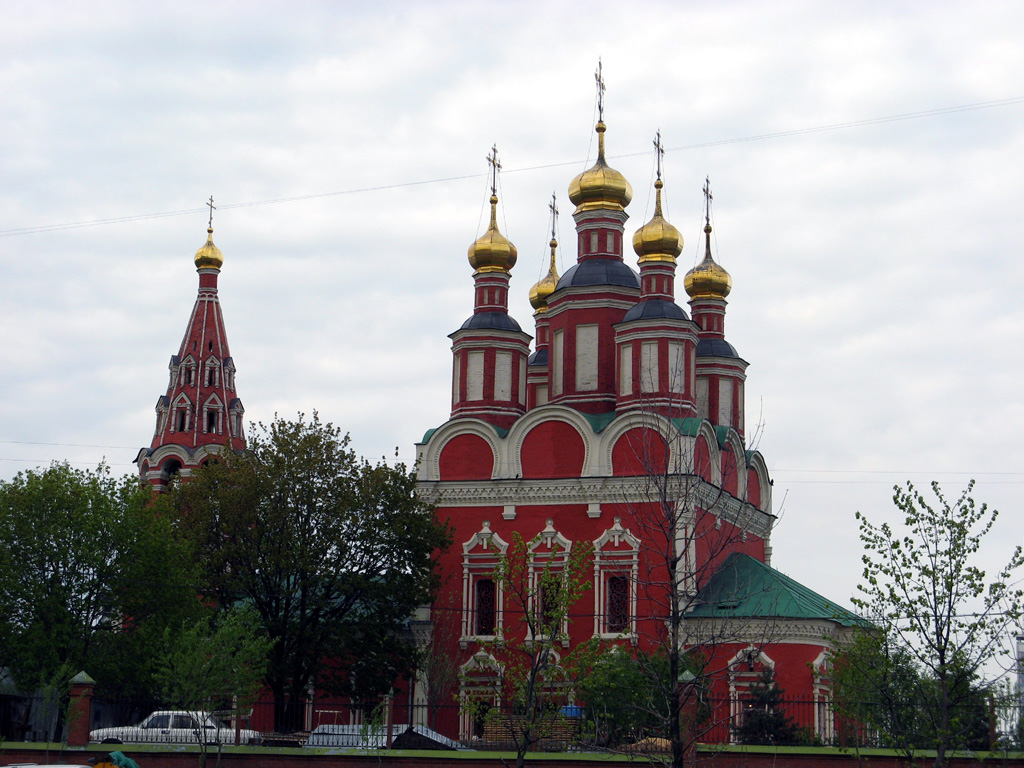
église de l'archange Mikhaïl de Troparëvo (ru)
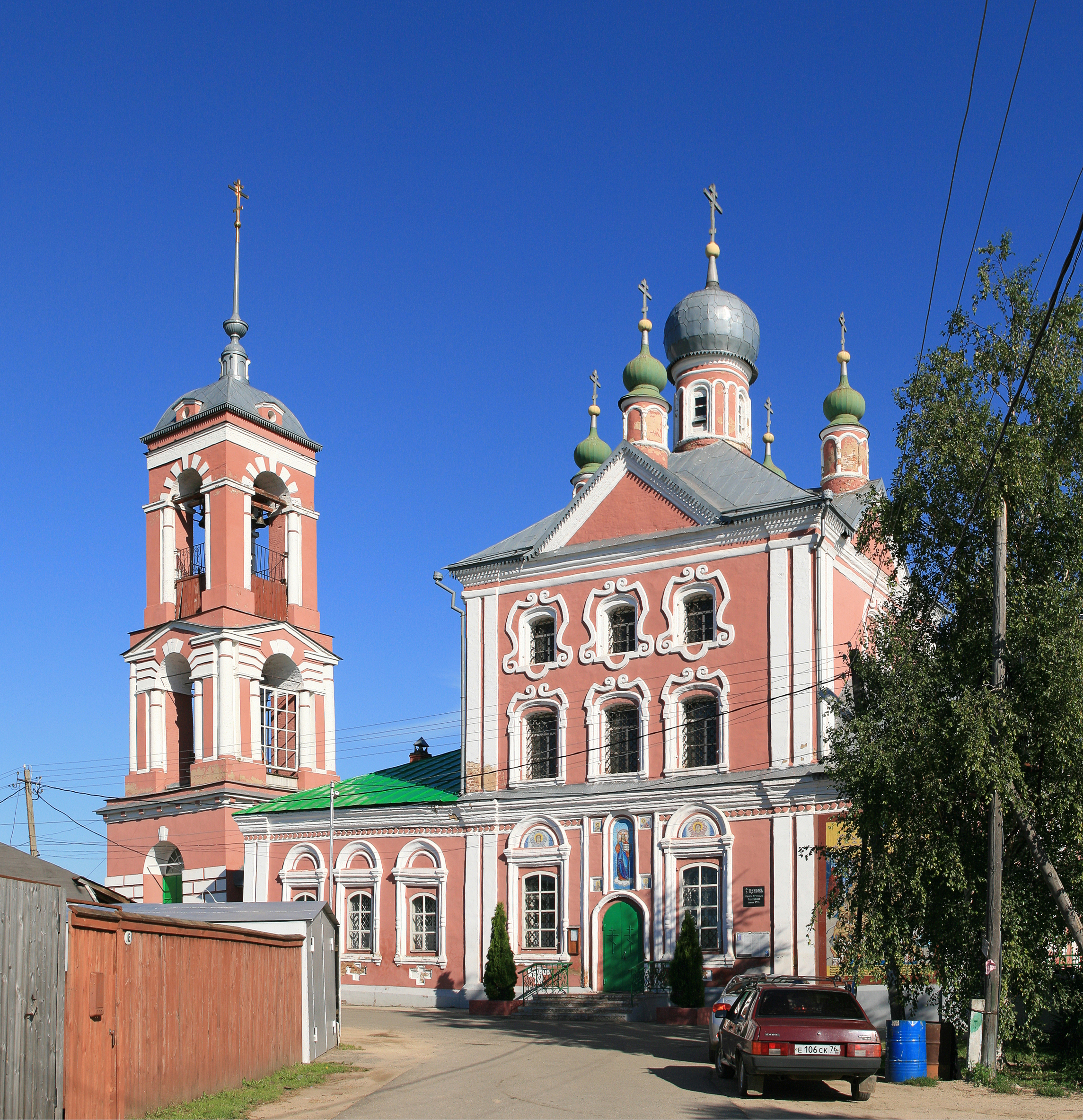
église des quarante martyrs à Pereslavl-Zalesski (ru)
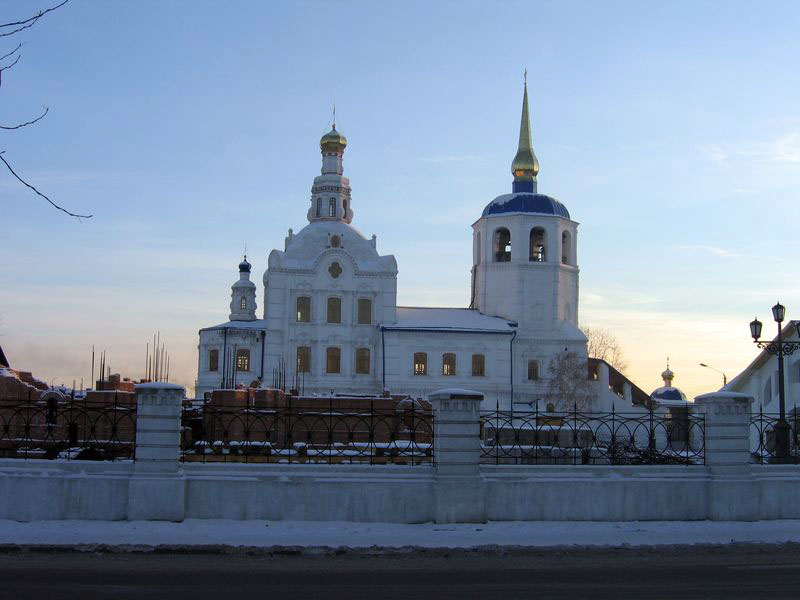
Cathédrale Odigitria d'Oulan-Oude
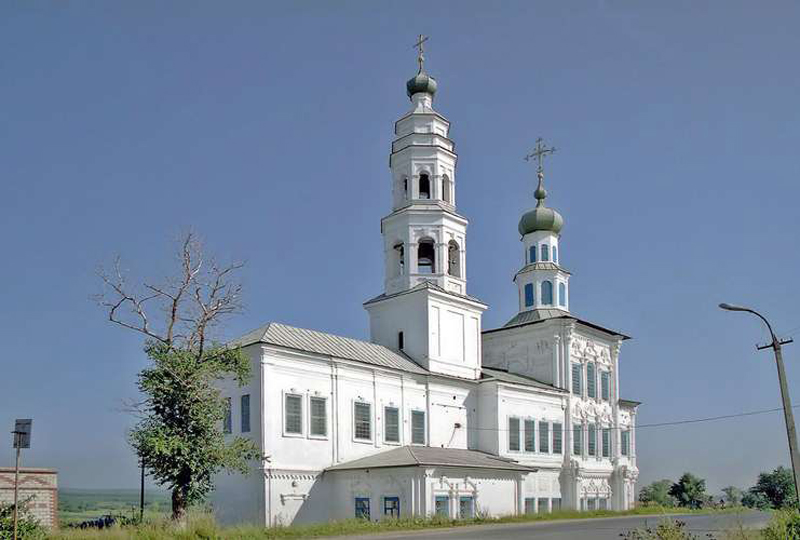
Église Saint-Jean-Baptiste (Solikamsk)